# Évangiles de Drogon
Les Évangiles de Drogon sont un manuscrit enluminé datant des années 850 et réalisées pour Drogon. Il est conservé à la Bibliothèque nationale de France sous la cote Latin 9388.

## Historique
Réalisés à Metz au milieu du IXe siècle, vers 845-855, les Évangiles de Drogon sont contemporains ou de peu antérieurs au sacramentaire commandité par Drogon (801-855), fils illégitime de Charlemagne. Le décor a vraisemblablement été réalisé par le même artiste. 

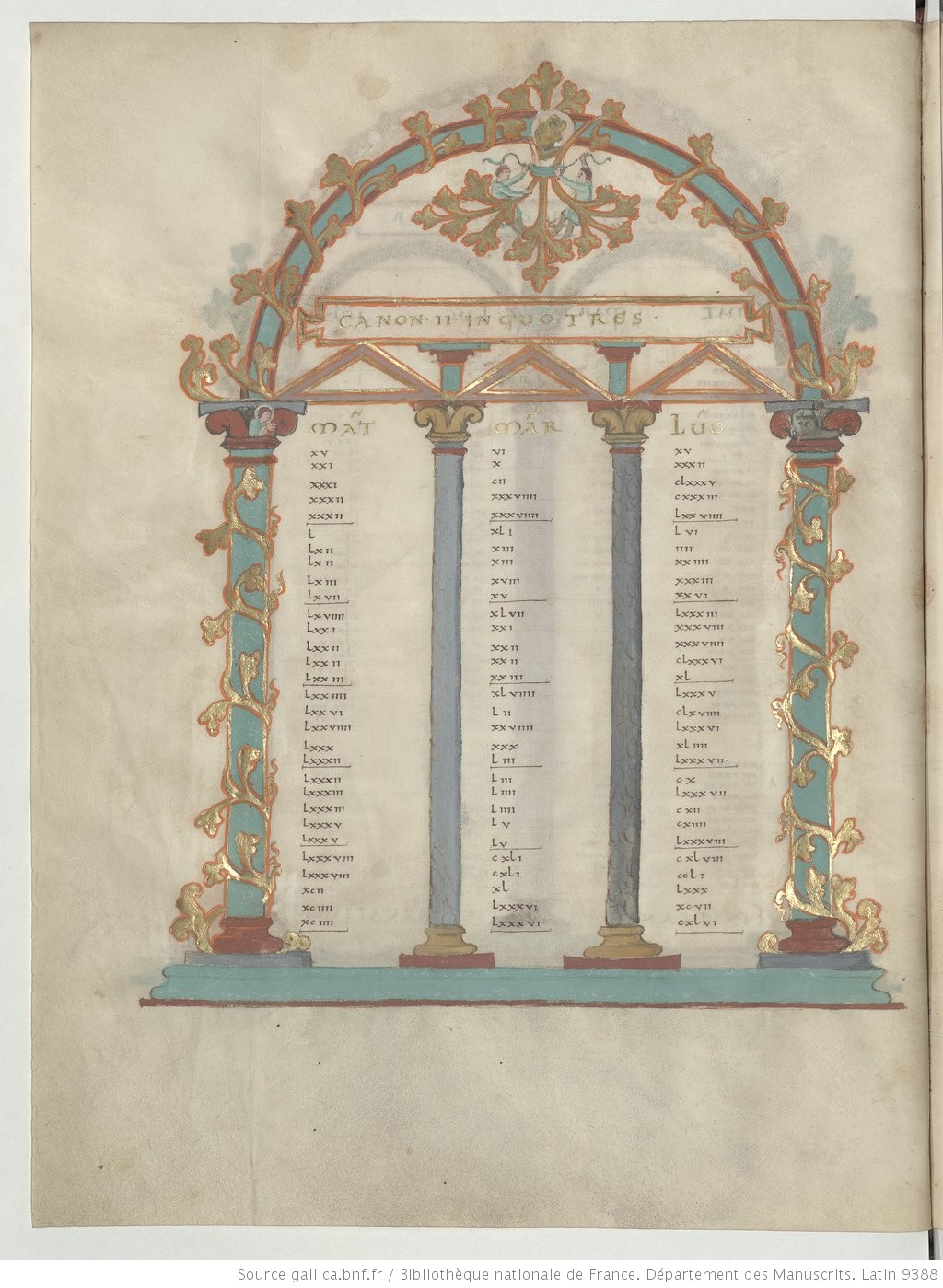
Une table des canons de concordances.

Le manuscrit a été conservé dans le trésor de la cathédrale Saint-Étienne de Metz jusqu'après la Révolution française.
Dans le cadre de la politique de centralisation des manuscrits, il est repéré par Jean-Baptiste Maugérard (1735-1815) et envoyé à Paris, où il est réceptionné le 17 novembre 1802 en compagnie de seize autres manuscrits, tous des Évangiles pour la plupart remarquables pour leur ancienneté ou la richesse de leurs reliures. Le manuscrit est enregistré à la BnF, dans le département des Manuscrits, sous la cote latin 9388. Le manuscrit numérisé est lire en ligne sur Gallica et est catalogué aussi dans Europeana Regia. 

## Description

### Le manuscrit
Le manuscrit se compose de deux parties, la première, Evangelia quattuor [Évangiles dits de Drogon] (1r-183r), et une deuxième Capitulare evangeliorum (184v-196v). les dimensions de folios est 325 × 245 mm ; il est protégé par une reliure somptueuse composé d'une plaque d'ivoire illustrant des scènes de la Passion, contemporaine du manuscrit, sculptée à Metz ; une bordure d'orfèvrerie est ajoutée deux siècles plus tard.  

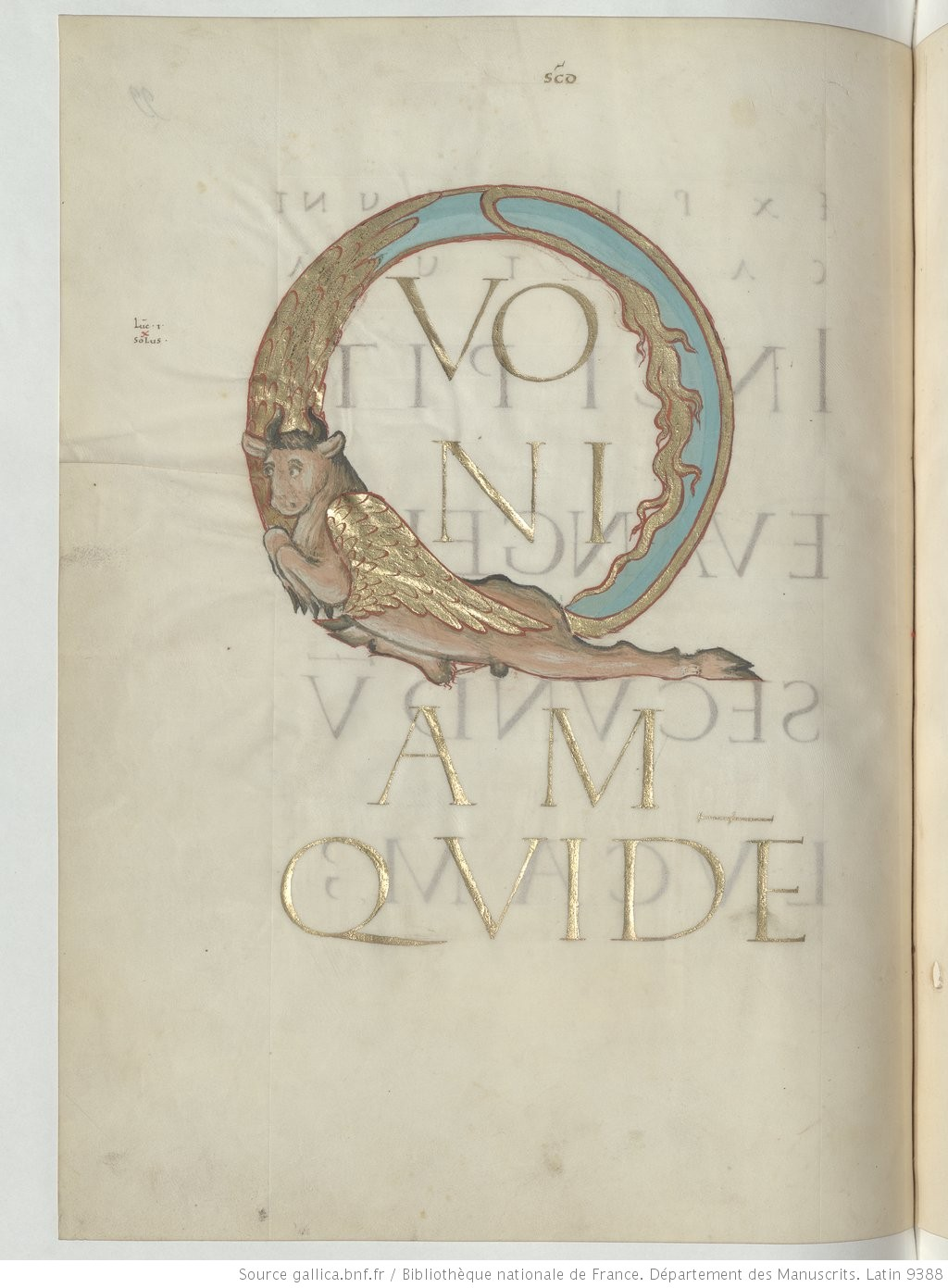
Saint Luc
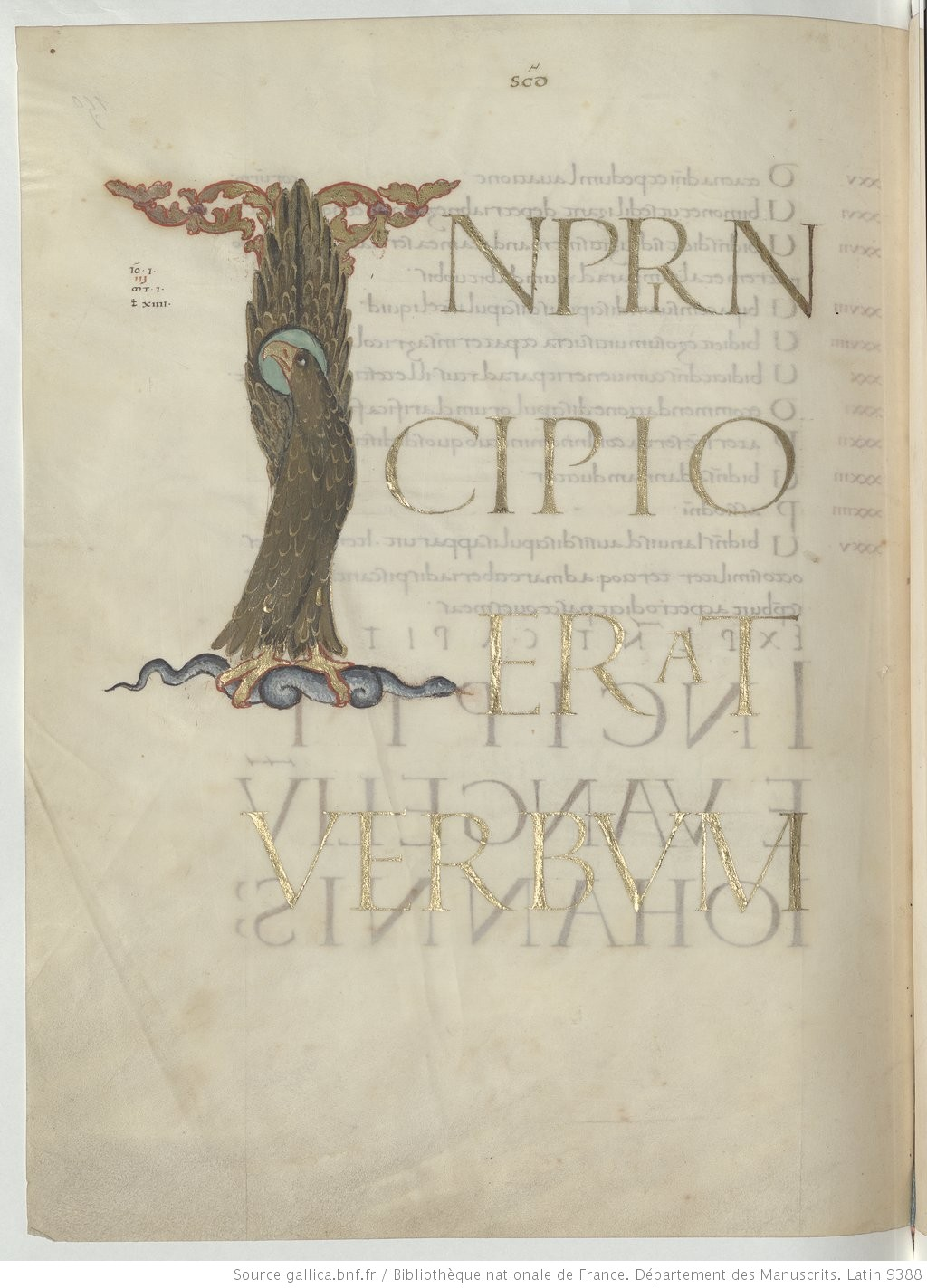
Saint Jean
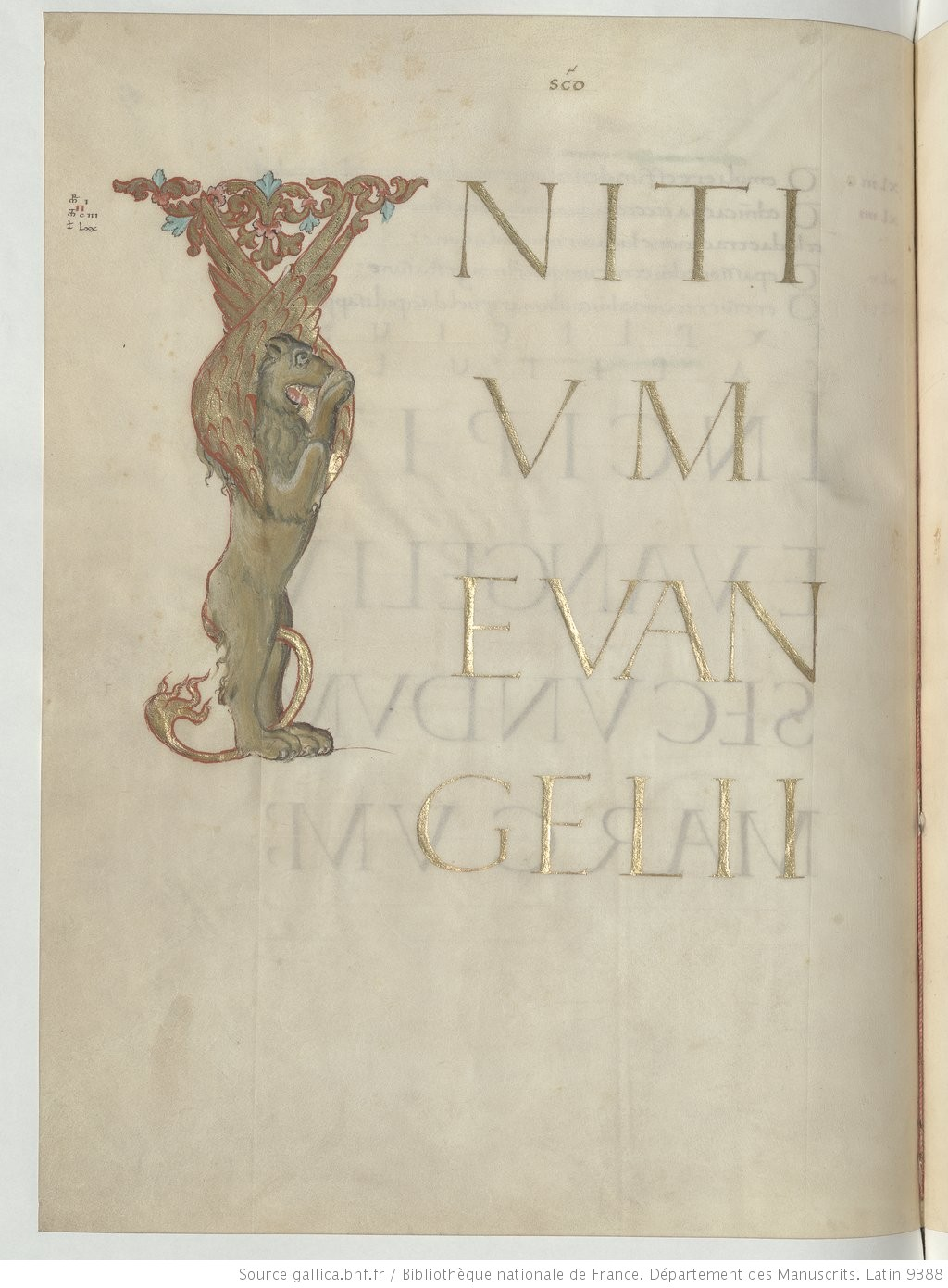
Saint Marc
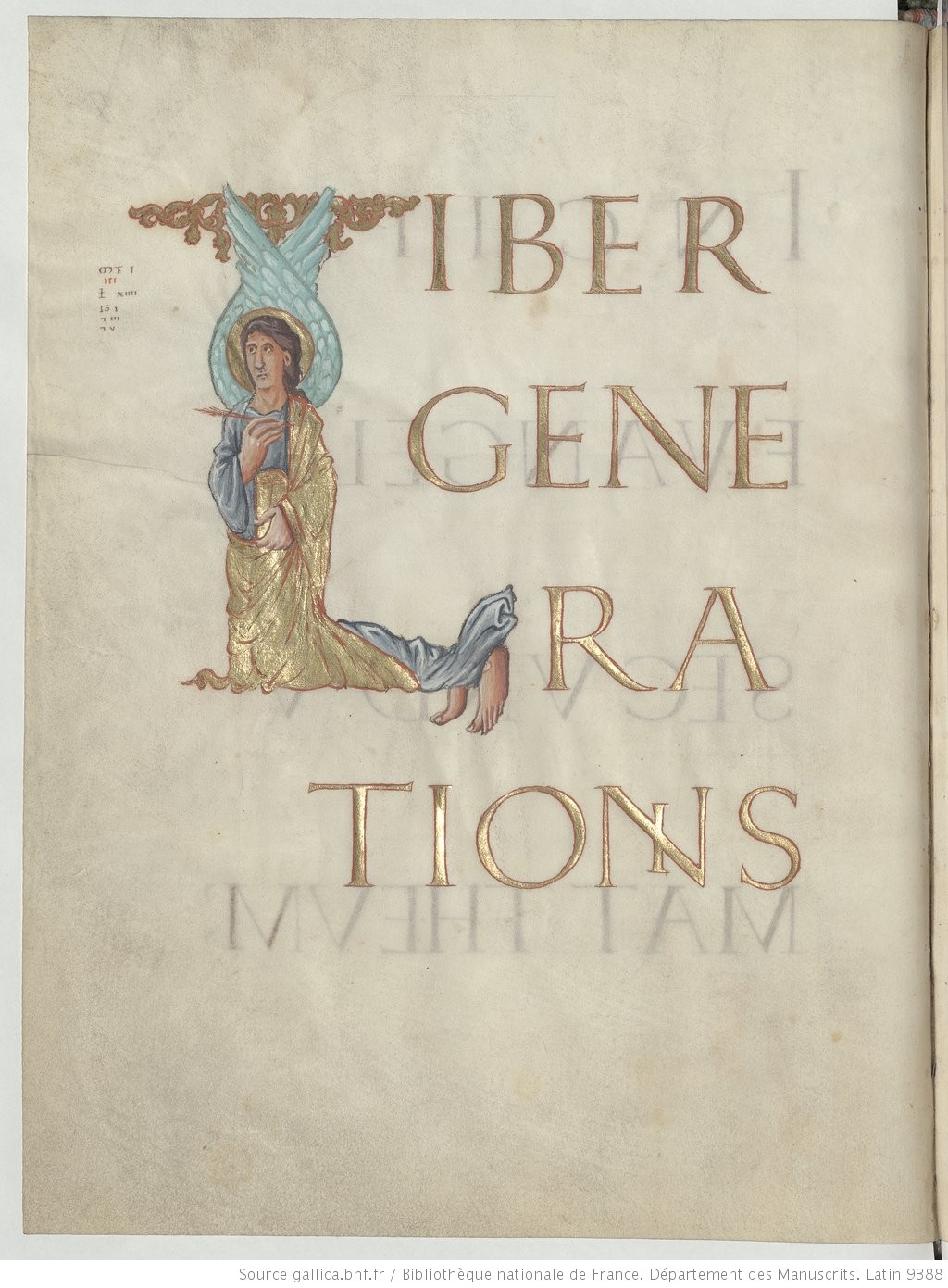
Saint Matthieu

Le texte est celui de la Vulgate, avec  prologues, préfaces et sommaires ; en marge des Évangiles, figurent la numérotation des chapitres des sommaires à l'encre rouge et l'indication des concordances évangéliques à l'encre noire.

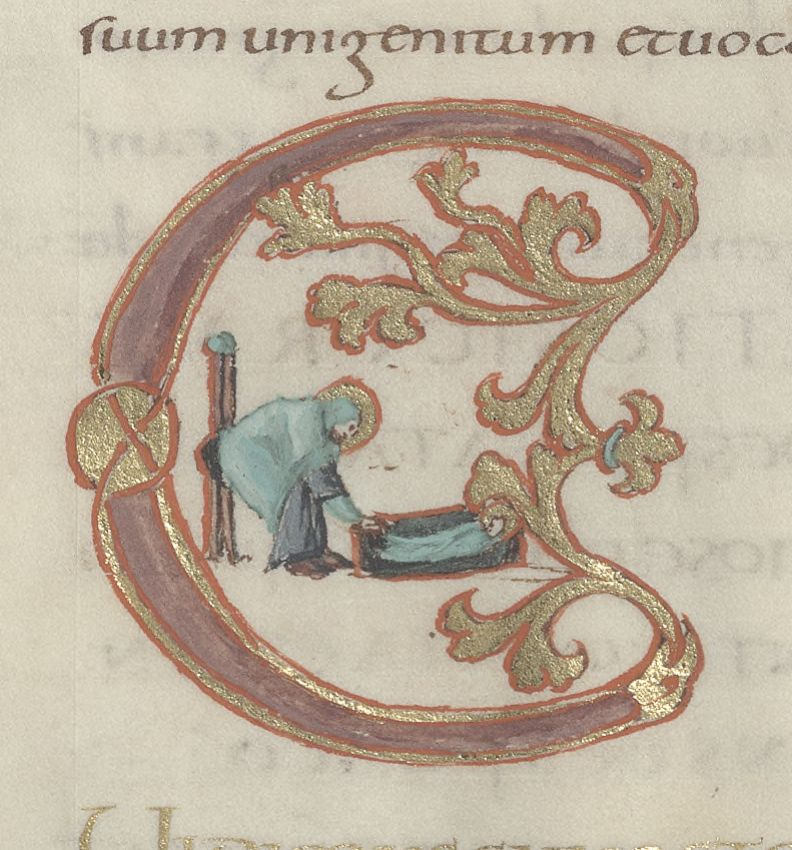
Initiale historiée Nativité

Le texte des évangiles lui-même est écrit en minuscule caroline régulière; avec peu d'abréviations et de ligatures; d'après Bischoff une relation existe avec l'écriture des Évangiles de Coburg, dont une des mains pourrait avoir participé à copie. 
Les titre sont en capitales et les débuts des textes en onciales.
Les tables des canons de concordances (6v-13r) sont en capitales à l'encre d'or.
Au début de chaque évangiles figure une grande initiale historiée représentant le symboles de  l'évangéliste (17v, 67v, 99v, 150v) ; il y a aussi de nombreuses initiales de taille moyenne surlignées de rouge et ornées de feuillages d'or avec rehauts de couleur vert pâle ou rouge; quelques-unes sont historiées, comme  l'Annonciation (f. 19r); la Nativité (f. 19v); la Naissance de saint Jean Baptiste (f. 102r); la Vierge Marie et Joseph à Bethléem (f. 103r).

### La reliure
D'autres livres carolingiens ont également une reliure avec incrustations en ivoire, comme les deux Évangiles dits de Metz BNF Lat9383 contemporain du manuscrit de Drogon et BNF Lat9390 bien plus tardif (fin Xe siècle) ou d'autres.
La reliure de velours vert sur une planche de bois, du  XVIe siècle a été refaite au XVIIIe siècle, comme l'indique une note au début du manuscrit. Les protections et fermoirs sur la tranche datent du XIXe siècle. Cinq autres plaques d'ivoire qui se trouvaient sur le plat inférieur font maintenant partie de la reliure des Évangiles de Paris, BNF Lat9393,. 

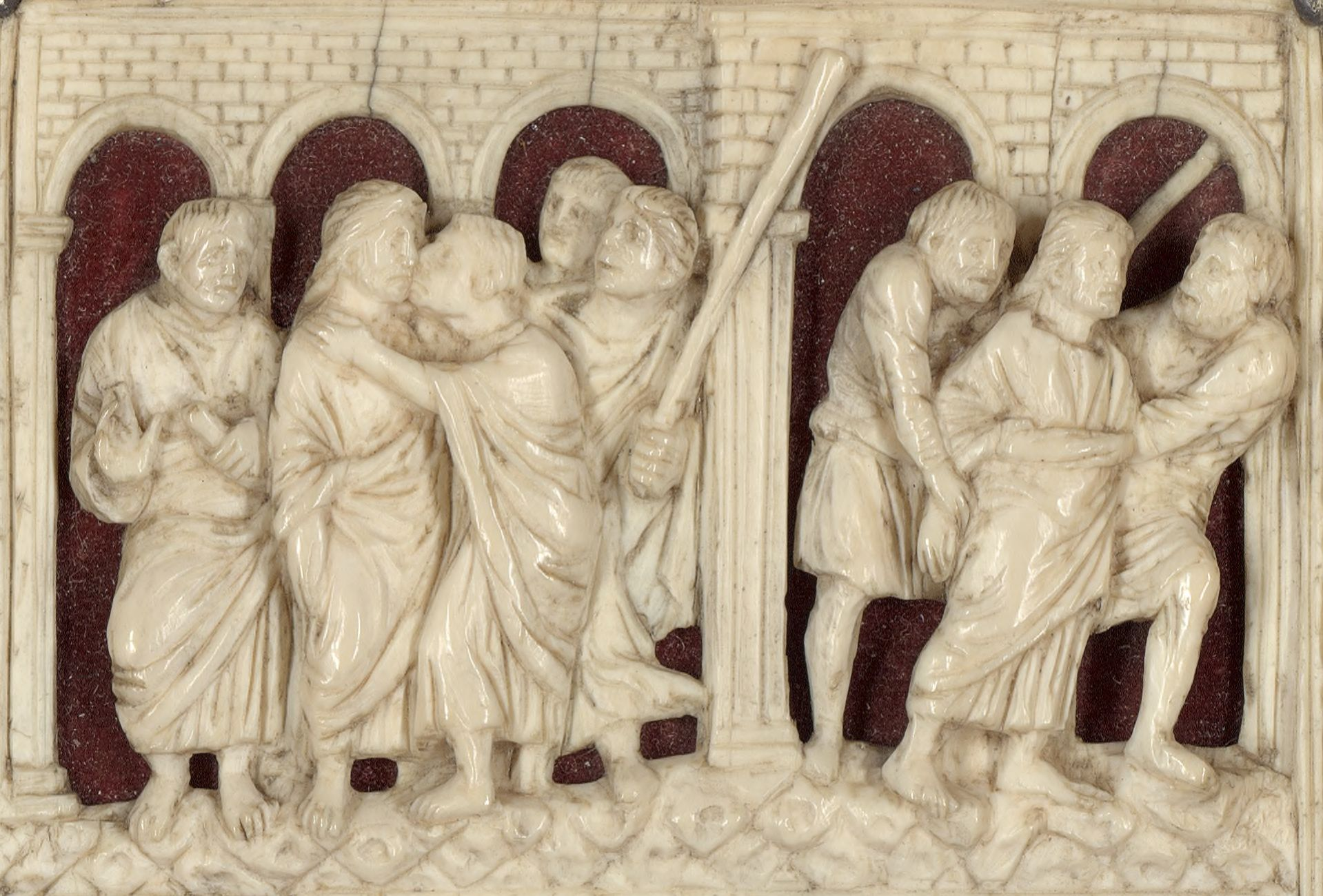
Baiser de Judas et arrestation du Christ
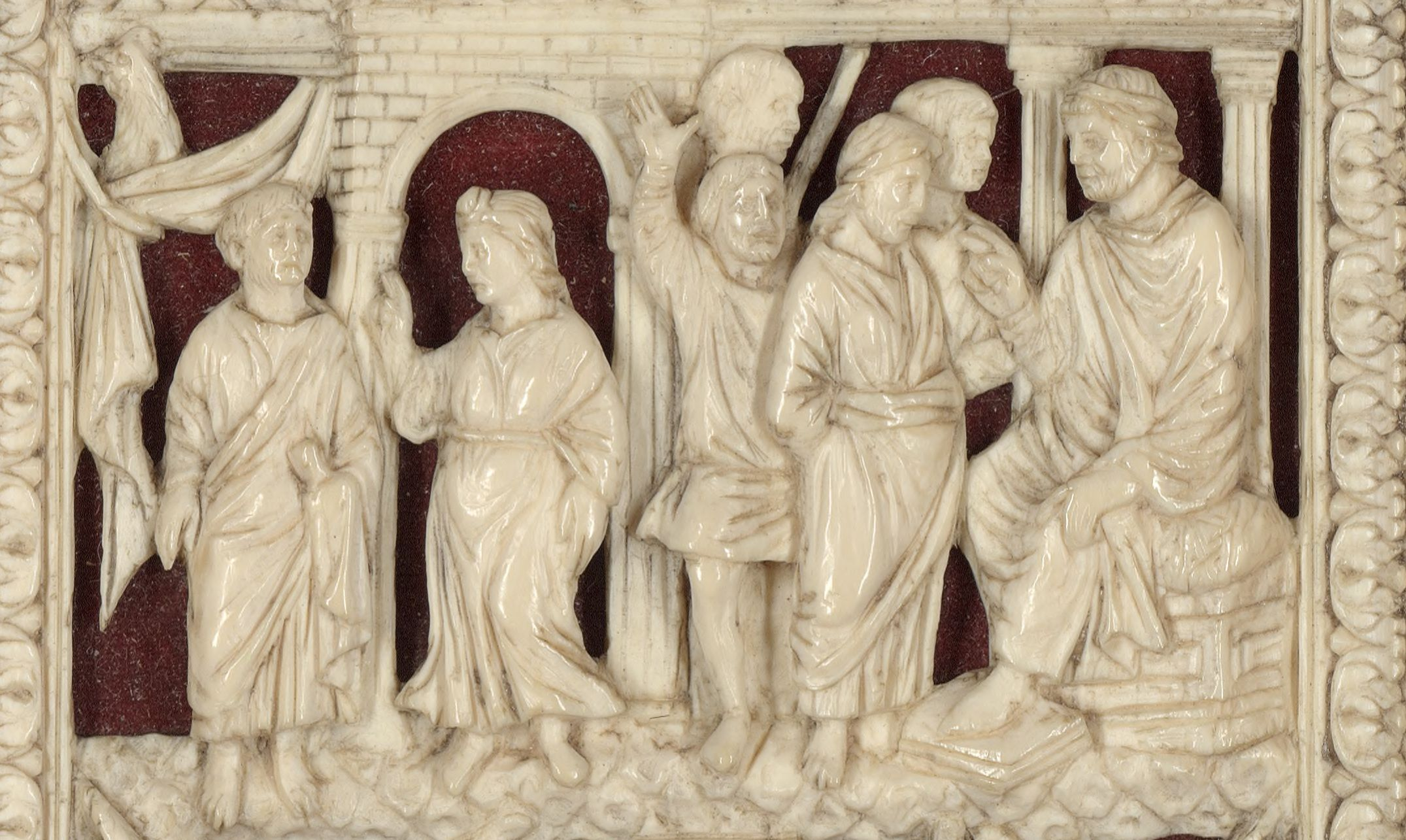
Reniement de saint Pierre et Jésus devant Ponce Pilate
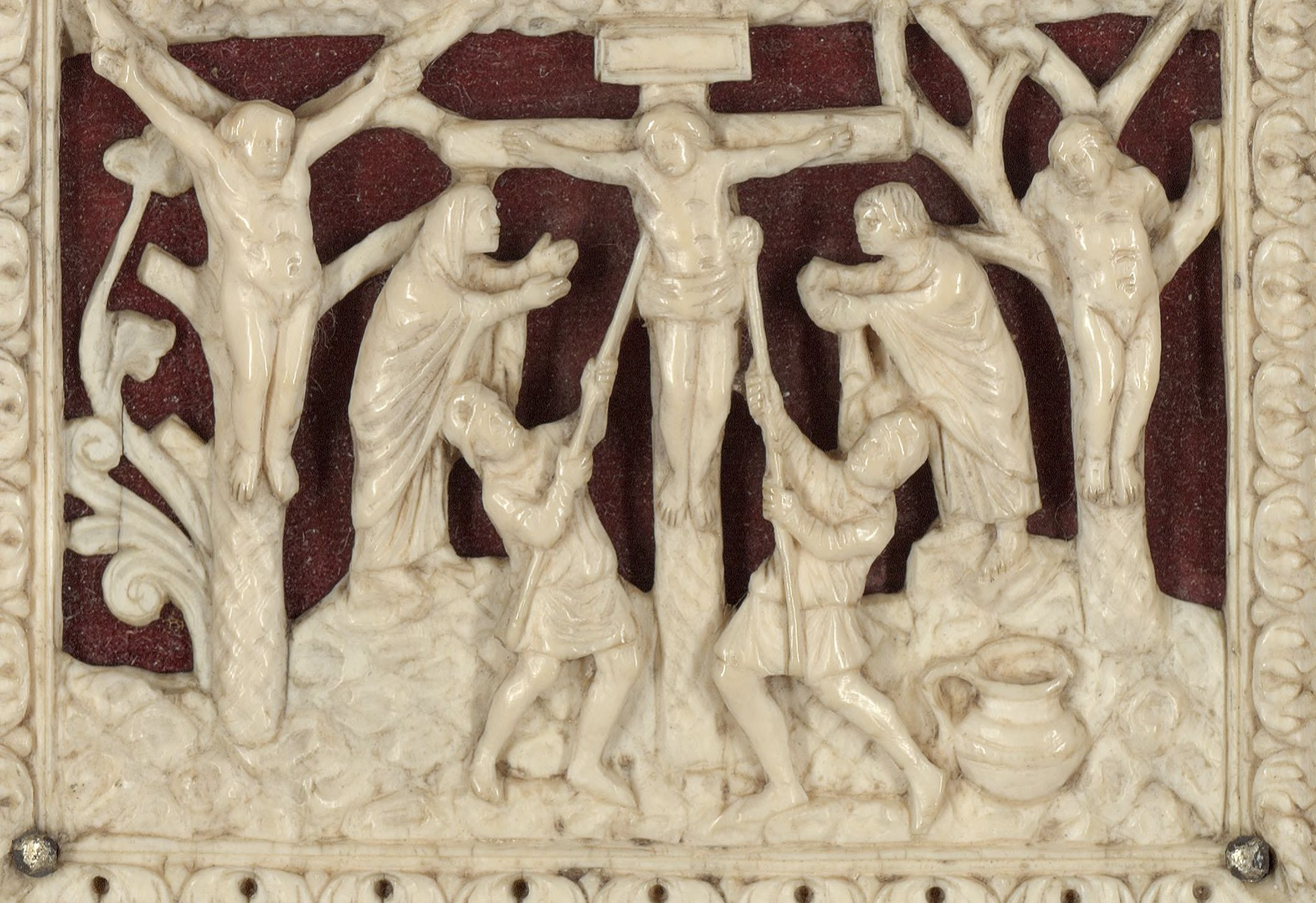
Scène de crucifixion

Des scènes de la Passion du Christ sont contenues dans trois plaques d'ivoire ; la plaque supérieure représente, à gauche, le baiser de Judas et à droite l' arrestation de Jésus ; la deuxième plaque, représente à gauche le reniement de Pierre: Pierre se trouve face à la servante qui l'a reconnu et qui le pointe du doigt; dans l'arcature on reconnaître le coq dont le cri accompagne la trahison ; à droite Jésus devant Ponce Pilate. La troisième plaque représente sur toute sa largeur la scène de la Crucifixion. On peut observer que les deux larrons qui accompagnent Jésus sont fixés sur des arbres morts, le bon larron à gauche avec les bras tournés vers le ciel. Marie et saint Jean-Baptiste sont de chaque côté de la croix ; au pied à gauche le soldat romain qui transperce le corps avec sa lance, à droite celui qui présente une éponge de vinaigre. 
Les trois scènes sont entourées d'une bande de plaques d'ivoire, plus tardive, sculptées de fleurs entourées de guirlandes de feuilles, et disposées symétriquement. La bordure d'orfèvrerie, ajouté au début du XIe siècle, est formée d'un ensemble de pierres précieuses et de perles alternées, serties dans des fils d'or torsadés. Un examen attentif a révélé que les pierres et les perles sont trouées, ce qui montre qu'elles ont été récupérées sur d'autres bijoux.